# さぬき新道
| 香川県道278号標識 | 香川県道13号標識 | 香川県道279号標識 |

さぬき新道（さぬきしんみち）は、香川県内において、丸亀市綾歌町岡田からさぬき市寒川町石田までを繋ぐ、香川県道3路線（香川県道13号三木綾川線、香川県道278号綾歌綾川線、香川県道279号三木寒川線）の通称であり総称。略称は新道（しんみち）だが、明治時代に開発された四国新道の讃岐区間（讃岐新道）との区別のために東新道（ひがししんみち）と呼ばれる事もある。

## 概要
1980年代に高松空港の新規移転事業が出た事を契機とし、新空港および高松市内陸部（高松市香川町周辺）と中讃東讃域に広がる各農地との地域間における農産品出荷に関する広域アクセスの向上と、周辺地域の交通アクセスの改善を狙って事業計画が行われた高規格広域農道である中東讃大規模農道（中讃大規模農道・東讃大規模農道）を前身とする県道群である。事業計画において、その農道事業の総合内容を示す地域愛称を「さぬき新道」とする事が定められた。
農道整備が完成した1995年に、農道としての役割から周辺地域の主要アクセス道としての役割へと目的のシフトが行われ、これに伴い県道指定されて現在に至っている。広域農道としての役割を終えた後も沿線地域において「さぬき新道」の愛称が残されている。

### 路線データ
- 起点 - 丸亀市綾歌町岡田下 岡田天神交差点（香川県道278号綾歌綾川線起点・国道438号交点）
- 終点 - さぬき市寒川町石田西 石田西交差点（香川県道279号三木寒川線終点・さぬき東街道交点）

路線区分
- 香川県道278号綾歌綾川線 岡田天神交差点から畑田交差点までの全線（旧・中讃大規模農道）
- 香川県道13号三木綾川線 畑田交差点から三条交差点（西植田交差点まで、旧・中讃大規模農道。同交差点より旧・東讃大規模農道）
- 香川県道279号三木寒川線 三条交差点より石田西交差点までの全線（旧・東讃大規模農道）

重複する道路
通過する自治体
- 丸亀市 - 綾歌郡綾川町 - 高松市 - 木田郡三木町 - さぬき市

## 沿線
当初は広域農道として開発された区間であるため周辺は農地、ため池などが広がっている。その中で時折、農産品直売所など農業関連の施設が点在している。
- 高松琴平電気鉄道琴平線岡田駅
- 四国物流サービス本社（運送会社）
- 山一木材・キトクラスカフェ（木工会社および同社運営喫茶店）
- 竜満池 - ため池
- コメリ香南店
- (株)ヰセキ四国香川支社・中央農機センター
- 香川県立亀鶴公園
- ツインパルながお

### 香川県農業試験場
- 病害虫防除所（綾歌郡綾川町北）

### JA香川関連施設
- JA香川県林田支所昭和出張所（綾歌郡綾川町昭和）
- JA香川県昭和選果場（綾歌郡綾川町千疋）
- JA香川県植田支所（高松市西植田町）
- JA香川県育苗センター綾川（綾歌郡綾川町山田下）
- JA香川県三木支所氷上支局（木田郡三木町氷上）
  - JA香川県中央東部農機センター（木田郡三木町氷上）
- JA香川県広域育苗センター三木（木田郡三木町上高岡）

### 道の駅
- 道の駅香南楽湯